# Lycosa indagatrix
Lycosa indagatrix là một loài nhện trong họ Lycosidae.
Loài này thuộc chi Lycosa. Lycosa indagatrix được Charles Athanase Walckenaer miêu tả năm 1837.